# نهج برنامج الرعاية
نهج برنامج الرعاية في المملكة المتحدة عبارة عن نظام توصيل خدمات الصحة العقلية المجتمعية للأفراد المشخصة حالاتهم بـالمرض العقلي. طرح في إنجلترا عام 1991 وبحلول عام 1996 أصبح البرنامج مكونًا أساسيًا لنظام الصحة العقلية في إنجلترا. وتطلب هذا النهج تقييم الخدمات الاجتماعية للحاجة للرعاية شريطة وجود خطة رعاية مكتوبة وتخصيص منسق رعاية ثم مراجعة الخطة من الناحية القانونية مع الأطراف المعنية الأساسية، وذلك وفقًا إلى قانون الخدمات الصحية الوطنية والرعاية المجتمعية 1990.

## التاريخ والأثر
في عام 1999 جرى تبسيط النهج إلى مستويات قياسية ومدعمة، تغير المصطلح عامل أساسي إلى منسق رعاية وكان هناك تأكيد على إدارة الخطر والتوظيف وأوقات الفراغ والحاجة إلى مقدم الرعاية.
ظهر بعض الانتقاد للنهج باعتباره قد غير من دور العاملين وانحرف به بعيدًا عن تنفيذ التدخلات السريرية إلى مهام إدارية، حيث تنفذ السياسة بطريقة غير متسقة, ولا تتماشى جيدًا مع معالجة الحالات. كانت المراجعات الرسمية لأثر هذه المبادرة وفعاليتها أمرًا صعبًا بسبب اختلاف التدخلات السريرية المقدمة حسب نموذج نهج برنامج الرعاية.

## وصلات خارجية
- CPA Association
- DOH Making the CPA work for you
- Rethink CPA information